# Fructosa
La fructosa, o levulosa, es un tipo de glúcido encontrado en estado libre en los vegetales, las frutas y la miel. Es un monosacárido con la misma fórmula molecular que la glucosa y galactosa, C6H12O6, pero con diferente estructura, es decir, es un isómero de ésta. Es una cetohexosa (6 átomos de carbono y un grupo cetona). Su nombre sistemático es 1,3,4,5,6 pentahidroxi- 2-hexanona. Es levógira y tiene tres carbonos asimétricos. En disolución se encuentra predominantemente en la forma β-piranosa y en la forma β-furanosa. Su poder energético es el mismo que el de la glucosa, 4 kilocalorías por gramo. Es un glúcido reductor, es decir, puede reaccionar con grupos amino libres dando la reacción de Maillard.
Todas las frutas tienen cierta cantidad de fructosa (a menudo junto con glucosa), que puede ser extraída y concentrada para hacer un azúcar alternativo. El disacárido llamado sacarosa o azúcar común está formado por la unión de una molécula de fructosa y otra molécula de glucosa. Este disacárido puede romperse fácilmente por hidrólisis, liberando las dos moléculas constituyentes. Si este proceso se lleva a cabo en la industria, la mezcla resultante se llama azúcar invertido. Y en polisacáridos como la insulina y la levana

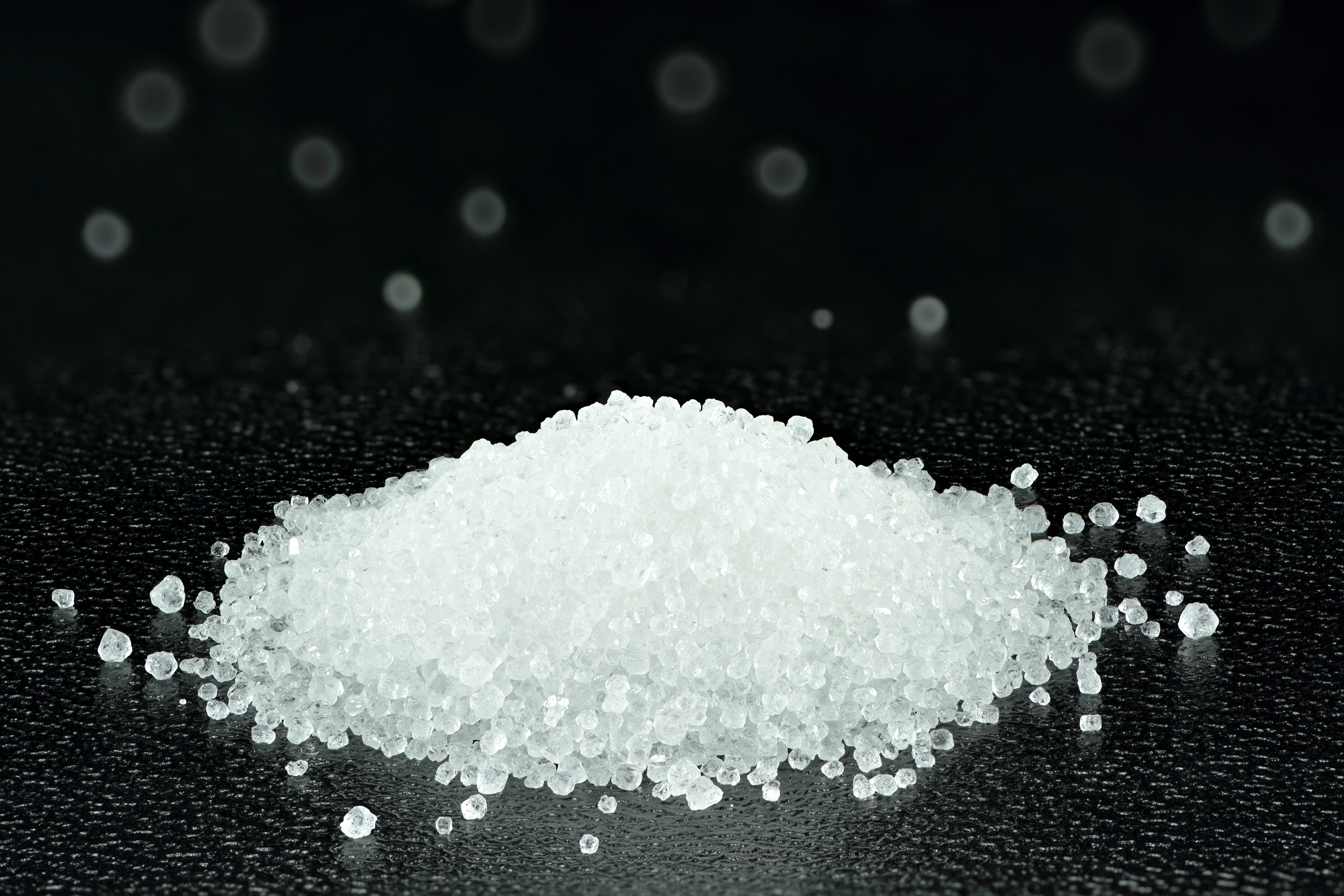
Fructosa cristalina

Desde que pudo obtenerse a escala industrial, la fructosa ha sido utilizada erróneamente como edulcorante para los diabéticos. A gran escala se utiliza generalmente en forma de jarábe de maíz rico en fructosa (high fructose corn syrup), que es una mezcla de glucosa y fructosa obtenida por isomerización de la glucosa, que a su vez se produce mediante la hidrólisis del almidón de maíz. El jarabe más utilizado contiene (en peso seco) un 42% de fructosa, que es el porcentaje que se obtiene en la reacción de isomerización, siendo el resto glucosa. En algunas bebidas refrescantes se utilizan jarabes con el 55% de fructosa. Pueden obtenerse jarabes con mayor contenido de fructosa, incluso fructosa cristalina pura, pero se utilizan poco por razones de coste. La buena relación potencia edulcorante/coste hace que los jarabes de fructosa se utilicen como edulcorantes en muchos alimentos, especialmente en los Estados Unidos.

## Efectos sobre la salud

### Metabolismo
Diversos estudios han descrito de manera correcta que la fructosa tiene tránsito hepático por lo cual su metabolismo es lento e interfiere con el metabolismo de los ácidos grasos. La fructosa, como componente de los alimentos, tiene diferencias significativas con la glucosa. En primer lugar, tiene un poder endulzante mayor, por lo que puede conseguirse un grado de dulzura igual utilizando menos cantidad, generando adicción con mayor facilidad. Sin embargo, existen algunas diferencias en el metabolismo de estos dos carbohidratos que deben tenerse en cuenta. La más importante es que la fructosa se metaboliza principalmente en el hígado, por un mecanismo distinto a la glucosa, que favorece la formación de triglicéridos, y por tanto el almacenamiento final en forma de grasa. El metabolismo hepático de la fructosa ocasiona también niveles más elevados de grelina en sangre, reduciendo los niveles de insulina y leptina. Como la leptina inhibe el apetito y la grelina lo incrementa, la ingesta de fructosa no calma el apetito, por el contrario, el individuo se ve inducido a ingerir más alimentos, en muchos casos conteniendo también fructosa. De esta forma, la fructosa se ha relacionado también con la obesidad.

### Aumento de peso
En un metaanálisis de ensayos clínicos con alimentación controlada -en el que se alimentó a los sujetos del ensayo con una cantidad fija de energía en lugar de permitirles elegir la cantidad que comían - la fructosa no era un factor independiente para el aumento de peso; sin embargo, el consumo de fructosa se asociaba con el aumento de peso cuando la fructosa proporcionaba un exceso de calorías.

### Enfermedades cardiometabólicas
Cuando se consume en exceso como agente edulcorante en alimentos y bebidas, la fructosa se ha asociado con un mayor riesgo de obesidad, diabetes y trastornos cardiovasculares que forman parte del síndrome metabólico. La investigación clínica no ha proporcionado ninguna o sólo una limitada evidencia directa de que la fructosa en sí misma esté asociada con un elevado colesterol LDL y triglicéridos que conduce al síndrome metabólico, sino que indica que el consumo excesivo de alimentos y bebidas azucaradas, y el aumento simultáneo de la ingesta de calorías, es la causa del síndrome metabólico. De forma similar, el aumento del consumo de alimentos y bebidas azucaradas aumenta el riesgo de enfermedades cardiovasculares, incluyendo hipertensión, pero no hay una relación directa causa y efecto en los humanos que demuestre que la fructosa es el factor causante.

## Comparación con la sacarosa
El uso moderado de fructosa puede ser recomendado como edulcorante para los diabéticos, posiblemente porque no desencadena la producción de insulina por parte del páncreas en las células beta, probablemente porque las células β tienen bajos niveles de GLUT5, una proteína transportadora en la membrana celular para la fructosa. Para una cantidad de referencia de 50 gramos, la fructosa tiene un índice glicémico de 23, comparado con 100 para la glucosa y 60 para la sacarosa. La fructosa es también un 73% más dulce que la sacarosa a temperatura ambiente, lo que permite a los diabéticos usar menos de ella por porción. La fructosa consumida antes de una comida puede reducir la respuesta glicémica de la comida. Los alimentos y bebidas endulzados con fructosa causan menos aumento en los niveles de glucosa en la sangre que los fabricados con sacarosa o glucosa.

## Capacidad edulcorante de la fructosa
La razón principal por la que la fructosa se utiliza comercialmente en alimentos y bebidas, además de su bajo coste, es su elevado dulzor relativo. Es el más dulce de todos los carbohidratos naturales. El dulzor relativo de la fructosa es entre 1,2 y 1,8 veces mayor que el de la sacarosa. Sin embargo, es la forma de anillo de 6 miembros de la fructosa la que es más dulce; la forma de anillo de 5 miembros tiene el mismo sabor que el azúcar de mesa habitual.  El calentamiento de la fructosa conduce a la formación de la forma de anillo de 5 miembros. Por lo tanto, el dulzor relativo disminuye al aumentar la temperatura. Sin embargo, se ha observado que el dulzor absoluto de la fructosa es idéntico a 5 °C que a 50 °C y, por tanto, el dulzor relativo a la sacarosa no se debe a la distribución anomérica sino a una disminución del dulzor absoluto de la sacarosa a temperaturas más bajas.

Figura 2: Dulzor relativo de azúcares y edulcorantes.

El dulzor de la fructosa se percibe antes que el de la sacarosa o la glucosa, y la sensación gustativa alcanza un pico (más alto que el de la sacarosa), y disminuye más rápidamente que el de la sacarosa. La fructosa también puede potenciar otros sabores en el sistema.
La fructosa presenta un efecto de sinergia de dulzor cuando se utiliza en combinación con otros edulcorantes. El dulzor relativo de la fructosa mezclada con sacarosa, aspartamo o sacarina se percibe como mayor que el dulzor calculado a partir de los componentes individuales.

## Contenido de azúcar de algunos alimentos vegetales
La tabla 1 muestra la cantidad de sacarosa que se encuentra en las frutas y verduras comunes. La caña de azúcar y la remolacha azucarera tienen una alta concentración de sacarosa y se utilizan para la preparación comercial de sacarosa pura. El jugo de caña o de remolacha extraído se clarifica, eliminando las impurezas; y se concentra eliminando el exceso de agua. El producto final es 99,9% de sacarosa pura. Los azúcares que contienen sacarosa incluyen el azúcar común de mesa azúcar granulado blanco y azúcar en polvo, así como azúcar moreno.
| Alimento            | Total Carbohidratos incluyendo "fibra dietética" | Total Azúcares | Fructosa Libre | Glucosa Libre | Sacarosa | Fructosa/ Glucosa Ratio | Sacarosa como el % de Azúcares totales |
| Frutas              |                                                  |                |                |               |          |                         |                                        |
| ------------------- | ------------------------------------------------ | -------------- | -------------- | ------------- | -------- | ----------------------- | -------------------------------------- |
| Manzana             | 13.8                                             | 10.4           | 5.9            | 2.4           | 2.1      | 2.0                     | 19.9                                   |
| Albaricoque         | 11.1                                             | 9.2            | 0.9            | 2.4           | 5.9      | 0.7                     | 63.5                                   |
| Banana              | 22.8                                             | 12.2           | 4.9            | 5.0           | 2.4      | 1.0                     | 20.0                                   |
| Higo, seco          | 63.9                                             | 47.9           | 22.9           | 24.8          | 0.9      | 0.93                    | 0.15                                   |
| Uvas                | 18.1                                             | 15.5           | 8.1            | 7.2           | 0.2      | 1.1                     | 1                                      |
| Naranja             | 12.5                                             | 8.5            | 2.25           | 2.0           | 4.3      | 1.1                     | 50.4                                   |
| Melocotón           | 9.5                                              | 8.4            | 1.5            | 2.0           | 4.8      | 0.9                     | 56.7                                   |
| Pera                | 15.5                                             | 9.8            | 6.2            | 2.8           | 0.8      | 2.1                     | 8.0                                    |
| Piña                | 13.1                                             | 9.9            | 2.1            | 1.7           | 6.0      | 1.1                     | 60.8                                   |
| Ciruela             | 11.4                                             | 9.9            | 3.1            | 5.1           | 1.6      | 0.66                    | 16.2                                   |
| Verduras            |                                                  |                |                |               |          |                         |                                        |
| Remolacha, roja     | 9.6                                              | 6.8            | 0.1            | 0.1           | 6.5      | 1.0                     | 96.2                                   |
| Zanahoria           | 9.6                                              | 4.7            | 0.6            | 0.6           | 3.6      | 1.0                     | 77                                     |
| Pimiento            | 6.0                                              | 4.2            | 2.3            | 1.9           | 0.0      | 1.2                     | 0.0                                    |
| Cebolla, dulce      | 7.6                                              | 5.0            | 2.0            | 2.3           | 0.7      | 0.9                     | 14.3                                   |
| Camote              | 20.1                                             | 4.2            | 0.7            | 1.0           | 2.5      | 0.9                     | 60.3                                   |
| Ñame                | 27.9                                             | 0.5            | tr             | tr            | tr       | na                      | tr                                     |
| Caña de azúcar      |                                                  | 13–18          | 0.2 – 1.0      | 0.2 – 1.0     | 11–16    | 1.0                     | alto                                   |
| Remolacha azucarera |                                                  | 17–18          | 0.1 – 0.5      | 0.1 – 0.5     | 16–17    | 1.0                     | alto                                   |
| Cereales            |                                                  |                |                |               |          |                         |                                        |
| Maíz, dulce         | 19.0                                             | 6.2            | 1.9            | 3.4           | 0.9      | 0.61                    | 15.0                                   |

- La cifra de carbohidratos se calcula en la base de datos del USDA y no siempre corresponde a la suma de los azúcares, el almidón y la "fibra dietética".

Todos los datos se basan en 100 g de un alimento. La relación fructosa/glucosa se calcula dividiendo la suma de la fructosa libre más la mitad de la sacarosa por la suma de la glucosa libre más la mitad de la sacarosa.
La fructosa también se encuentra en los edulcorantes artificiales como el jarabe de maíz de alta fructosa (HFCS), que se produce al tratar el jarabe de maíz con enzimas, convirtiendo la glucosa en fructosa. Las designaciones comunes para el contenido de fructosa, HFCS-42 y HFCS-55, indican el porcentaje de fructosa presente en el HFCS. El HFCS-55 se utiliza comúnmente como edulcorante para bebidas gaseosas, mientras que el HFCS-42 se utiliza para endulzar alimentos procesados, cereales de desayuno, alimentos de panadería y algunos refrescos.

### Contenido de carbohidratos en edulcorantes comerciales (porcentaje en base seca)
| Azúcar            | Fructosa | Glucosa | Sucrosa (Fructosa+Glucosa) | Otros azúcares |
| ----------------- | -------- | ------- | -------------------------- | -------------- |
| Azúcar granulada  | 0        | 0       | 100                        | 0              |
| Caramelo          | 1        | 1       | 97                         | 1              |
| HFCS-42           | 42       | 53      | 0                          | 5              |
| HFCS-55           | 55       | 41      | 0                          | 4              |
| HFCS-90           | 90       | 5       | 0                          | 5              |
| Miel              | 50       | 44      | 1                          | 5              |
| Jarabe de arce    | 1        | 4       | 95                         | 0              |
| Melaza            | 23       | 21      | 53                         | 3              |
| Sirope de tapioca | 55       | 45      | 0                          | 0              |
| Jarabe de maíz    | 0        | 98      | 0                          | 2              |

Datos obtenidos de Kretchmer, N. y Hollenbeck, CB (1991). Azúcares y edulcorantes, Boca Ratón, FL: CRC Press, Inc. para HFCS, y USDA para frutas y verduras y otros azúcares refinados.